# زادنام
زادنام یا نامِ تولد (به انگلیسی: Birth name) نامی است که در هنگام تولد به فرد داده شده است. این عبارت می‌تواند برای نام خانوادگی، نام کوچک و یا هر دو با هم به کار گرفته شود. در مواردی که تولدها باید به طور رسمی ثبت شوند، کل نامی که در گواهی تولد ثبت شده است ممکن است به تنهایی به نام قانونی شخص تبدیل شود.
در جهان غرب باور کلی بر این است که این نام تا آخر عمر، با فرد می‌ماند مگر پس از ازدواج. گاهی مواقع، افراد به دلایلی غیر از ازدواج نیز نام هنگام تولد خود را به یک نام دیگر تغییر می‌دهند که این تغییر نام می‌تواند رسمی و یا به صورت انتخاب نام مستعار و یا یک نام هنری برای فعالیت‌های هنری و کاری باشد.